# Cathy Bennett

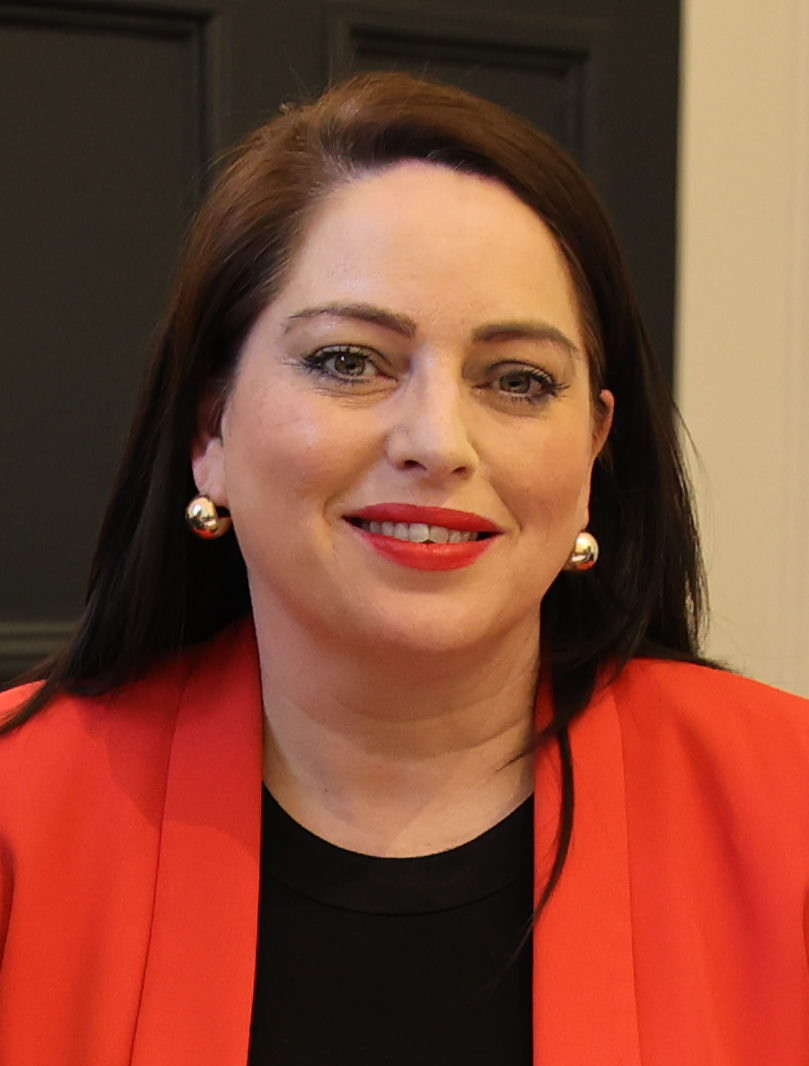
Cathy Bennett (2024)

Cathy Bennett (* 1974 im Monaghan, County Monaghan, Irland) ist eine irische Politikerin der Sinn Féin. Seit 2024 ist sie Teachta Dála (Abgeordnete) im irischen Unterhaus Dáil Éireann.

## Leben
Bennett hat einen Abschluss als Pharmazeutin und arbeitete längere Zeit in einem Labor in Castleblaney. Zuletzt arbeitete sie im Management des The Garage Theatre in Monaghan. 
2012 rückte sie in den Monaghan County Council nach und wurde 2014, 2019 und 2024 wiedergewählt. 
Bei den Wahlen zum Dáil Éireann 2024 im Wahlkreis Cavan–Monaghan konnte sie einen Sitz erringen und zog in den Dáil ein.
Bennett ist verheiratet und hat drei Kinder. 